# Степан II
Степан II (хорв. Stjepan II) — король Хорватии из династии Трпимировичей, правивший в 1089—1091 годах. Последний король из династии Трпимировичей, с его смертью династия прервалась, и Хорватия вошла в 10-летний период хаоса и нестабильности, закончившийся гибелью национального государства и присоединением к Венгрии в рамках династической унии.

## Биография
Степан был представителем побочной ветви Трпимировичей, внуком Степана I и племянником Петара Крешимира. На трон он взошёл, поскольку его предшественник Дмитар Звонимир не имел наследников (единственный его сын, Радован, умер в раннем возрасте). В 1089 году, когда умер (по другим данным был убит) король Звонимир, Степан был уже в преклонном возрасте, тяжело болен, и вёл скорее монашеский, чем королевский, образ жизни. Тем не менее, после поддержки его кандидатуры хорватской знатью, он принял корону.
За недолгое время своего царствования показал себя крайне слабым правителем и большую часть времени проводил в молитвах в монастыре святого Степана. Влиятельная вдова Дмитара Звонимира, Елена, бывшая сестрой короля Венгрии Ласло Святого, вела интриги с целью передать хорватский трон венгерской династии.
Степан умер в начале 1091 года (по другим данным в декабре 1090 года). У него не было наследников и с его смертью прервалась династия Трпимировичей. Фактическая власть в стране перешла к Елене, а вслед за тем к венгерским правителям.